# Kanton Briançon-Sud
Briançon-Sud is een voormalig kanton van het Franse departement Hautes-Alpes. Het kanton maakte deel uit van het arrondissement Briançon totdat het op 22 maart 2015 werd opgeheven en de gemeenten samen met een kleiner deel van de stad Briançon werden opgenomen in het op die dag opgerichte kanton Briançon-1.

## Gemeenten
Het kanton Briançon-Sud omvatte de volgende gemeenten:
- Briançon (deels, hoofdplaats)
- Cervières
- Puy-Saint-André
- Puy-Saint-Pierre
- Villar-Saint-Pancrace